# Aixotsk
Aixotsk és un dels sis municipis de la província de Xirak a la república d'Armènia. Va ser creat per la reforma administrativa de 2021, quan va incorporar un trentena de pobles. El nou municipi tenia 9.681 inhabitants el 2022, dels quals 2.482, el 2010, vivien al mateix poble d'Aixotsk. Conté una trentena de pobles.
És a una altitud de gairebé dos mil metres, en l'anomenada «Sibèria armeniana» i alhora el lloc més fred de tota la república. És un centre d'esports d'hivern.
Històricament, fou un cantó de Gugarq, la tretzena província de l'antic Regne d'Armènia, al nord del Vanand i del Shirak, i l'est d'Ardahan. Tenia al nord el Javakh (Javakètia o Djavakhètia).  El 1745, Vakhusthi Bagrationi va descriure la regió així «…és  una contrada de muntanya, amb una zona més plana al mig […] S'hi conreen blat, ordi, lli, civada i res més, ni fruita ni verdura. Gràcies a l'abundància d'herba, hi ha molt de bestiar».
La principal fortalesa era el castell d'Aixotsk, que va donar nom al feu medieval. Pertanyia a la nissaga dels prínceps Aixotsí (Ashots, Ashotsean).

## Persones
- Artur Yeghoyan (1990-…), esquiador de fons[7]